# Bernard van Chartres
Bernard van Chartres (Latijn: Bernardus Carnotensis) (overleden na 1124) was een 12e-eeuwse Franse neoplatonische filosoof, geleerde en administrateur.

## Leven
De datum en plaats van zijn geboorte zijn niet bekend. Men heeft wel verondersteld dat hij de oudere broer was van Thierry van Chartres en zo van Bretonse afkomst was. Wetenschappelijk onderzoek heeft echter aangetoond dat dit onwaarschijnlijk is. Hij komt in de boeken van de kathedraalschool van Chartres voor vanaf 1115. In 1124 werd hij daar tot kanselier benoemd. Er is geen bewijs dat hij na 1124 nog in leven was.

## Filosofie
In de strijdvraag in de scholastiek naar de werkelijkheid van de universalia hing Bernard een extreem realisme aan. Enkel het algemene had voor hem echte werkelijkheid, terwijl hij de bijzondere, individuele uitdrukking van het algemene enkel zag als een onbelangrijke bijkomstigheid. Bijvoorbeeld kende hij enkel aan de 'mensheid' een bestaan als substantie toe, terwijl de 'individuele mens' iets toevalligs en onbelangrijks is. Hierin kwam zijn visie overeen met die van zijn tijdgenoot Willem van Champeaux.

## Voetnoten
1. ↑  (en)  Paul Edward Dutton (ed.), De Glosae super Platonem of Bernard of Chartres, Toronto 1991, blz. 40-42.
2. ↑   Voor de datum van zijn overlijden zie Dutton blz 32-33.

- Bibliothèque nationale de France: cb12256759v (data)
- CiNii: DA06945396
- Gemeinsame Normdatei: 119067161
- International Standard Name Identifier: 0000 0003 7428 8580
- Library of Congress Control Number: n79071075
- Nationale Bibliotheek van Israël: 987007270952105171
- Nederlandse Thesaurus van Auteursnamen: 068973470
- Réseau des bibliothèques de Suisse occidentale: 02-A000018896
- LIBRIS: 40449
- Système universitaire de documentation: 031332285
- Virtual International Authority File: 105276222
- WorldCat: E39PBJqbr3H9GpJQBbgj9c8V4q